# آذربایجان (روزنامه چاپ تبریز)
روزنامهٔ آذربایجان (بنیان‌گذاری در: ۱۳۷۲ش) روزنامه‌ای سراسری چاپ تبریز است که به مدیر مسئولی اکبر رضائی و سردبیری جلال محمدی در تبریز چاپ می‌شود. این روزنامه ابتدا به صورت دو هفته‌نامه و بعدها به صورت هفته نامه‌ای دو زبانه به چاپ می‌رسید. در سال ۱۳۸۶ مجوز چاپ روزانه آن صادر و از سال ۱۳۸۸ به صورت روزنامه در کیوسک روزنامه فروشی‌های کشور قرار گرفت.

## تاریخچه نام
روزنامه آذربایجان روزنامه‌ای تاریخی در منطقه آذربایجان است که در برهه‌های مختلفی از تاریخ توسط نیروهای مختلف سیاسی چاپ می‌شد. مشهورترین دوره چاپ آن مربوط به زمانیست که روزنامه ارگان رسمی فرقه دموکرات آذربایجان بود و توسط نیروهای خودمختار در منطقه آذربایجان به چاپ می‌رسید و به تهران ارسال می‌شد.

## مدیران مسوول و سردبیران آذربایجان
مدیران مسوول و سردبیران آذربایجان از زمان تأسیس در سال ۷۲ عبارتند از:

### مدیر مسوول
1. اکبر رضائی

## سردبیران
1. سید قاسم سیدان ناظمی
2. محمد کلامی
3. پیمان پاکزاد[۱]